# Walter Flachsenberg
Walter Flachsenberg (Mönchengladbach, 26 de Outubro de 1908 - 3 de Novembro de 1994) foi um comandante de U-Boot que serviu na Kriegsmarine durante a Segunda Guerra Mundial.